# Иоанникий (Холуйский)
Архимандрит Иоанникий (в миру Иван Петрович Холуйский; родился ? — скончался после 1861) — священнослужитель Русской православной церкви, архимандрит московского Заиконоспасского монастыря.

## Биография
Родился в семье причетника Владимирской епархии (по-видимому, в селе Холуй; ныне — Ивановская область). В 1824 году окончил Владимирскую духовную семинарию. В том же году поступил в Спасо-Вифанский монастырь. 30 апреля 1827 года был пострижен в монашество в Троице-Сергиевой лавре, а 15 мая того же года был рукоположён в сан иеродиакона.
2 июня 1829 годы был рукоположён в сан иеромонаха, после чего занимал должность ризничего и эконома Чудова монастыря. В 1831 году состоял казначеем по временному комитету, учреждённому при московской архиерейской кафедре для раздачи пособий бедным во время свирепствовавшей холеры.
12 марта 1834 года был утверждён наместником Чудова монастыря. 19 января 1837 года определён членом комитета, учреждённого для разборки и приведения в порядок дел консисторского архива. 15 июня 1839 года был возведён в сан архимандрита и утверждён настоятелем московского Златоустовского монастыря с оставлением в должности наместника Чудова монастыря.
3 декабря 1845 года назначен настоятелем московского Знаменского монастыря, а 11 января 1851 года перемещён настоятелем Богоявленского монастыря.
В 1857 году уволен от должности наместника. 10 августа 1859 года перемещён настоятелем в московский Высоко-Петровский второклассный монастырь, 27 февраля 1861 года назначен настоятелем в Заиконоспасский монастырь. О последующей судьбе архимандрита Иоанникия сведений не имеется.